# Jennie Kidd Trout
Jennie Kidd Trout (ur. 21 kwietnia 1841, zm. 10 listopada 1921) – kanadyjska lekarka, pierwsza kobieta, która otrzymała w Kanadzie lekarskie uprawnienia zawodowe w 1875 roku.

## Życiorys
Urodziła się w Kelso, w Szkocji, w 1847 roku przeniosła się razem z rodzicami do Kanady, w pobliżu Stratford (Ontario) w prowincji Ontario. Pracowała jako nauczycielka do 1865 roku, gdy poślubiła Edwarda Trouta, i przeniosła się do Toronto, gdzie mąż był współzałożycielem i redaktorem gazety Monetary Times.
W 1871 roku zdała egzaminy wstępne na Uniwersytet w Toronto i rozpoczęła studia medyczne. Na tę decyzję podjęcia studiów medycznych wpłynęło to, że sama poważnie chorowała na zaburzenia neurologiczne.
Jennie Trout i Emily Stowe były pierwszymi kobietami przyjętymi w drodze wyjątku na wydział lekarski Uniwersytetu w Toronto. Jednakże Emily Stowe zrezygnowała z wzięcia udziału w egzaminach, aby zaprotestować przeciw poniżającym wobec tych dwóch kobiet zachowaniom władz uczelni. Jenny Trout przeniosła się później do Szkoły Medycznej dla Kobiet w Pennsylwanii, gdzie otrzymała dyplom lekarza w 1875 roku.
Jennie Trout założyła następnie w Toronto Instytut Leczniczy i Elektryczny który specjalizował się w leczeniu kobiet metodą galwanoterapii. W tym samym instytucie prowadziła bezpłatne porady lekarskie dla biednych. Instytut był przedsięwzięciem bardzo udanym, otworzono filie w Brantford i w Hamilton w prowincji Ontario.
Odegrała wielką rolę w utworzeniu w 1883 roku wydziału lekarskiego dla kobiet na uniwersytecie w Kingston w Ontario. Początkowo planowała powołanie wydziału lekarskiego dla kobiet w Toronto i oferowała na ten cel 10 000 dolarów. Jedynym warunkiem było stworzenia „liberalnych” zasad, czyli kobiety miały być w gronie nauczycieli i zarządzających wydziałem. Ponieważ środowisko w Toronto nie zgadzało się na takie warunki, Jennie Trout wycofała swoją ofertę i zaproponowała taką samą sumę 10 000 dolarów uniwersytetowi Queen’s w Kingston. Oferta została przyjęta, wydział lekarski dla kobiet zaczął funkcjonować w 1883 roku, a Jennie Trout została wybrana do rady nadzorczej uczelni.
Ze względu na zły stan zdrowia zaprzestała wykonywać zawód lekarza w 1882 roku i przeniosła się do miejscowości Palma Sola na Florydzie. Początkowo rodzina podróżowała często pomiędzy Ontario a Florydą, ale później przenieśli się wszyscy do Los Angeles w Kalifornii, i tam Jennie Trout zmarła w 1921 roku.
W 1991 roku Poczta Kanadyjska wydała pamiątkowy znaczek poświęcony pierwszej kobiecie w Kanadzie, która otrzymała licencję na praktykowanie medycyny.